# Jan Krzystyniak

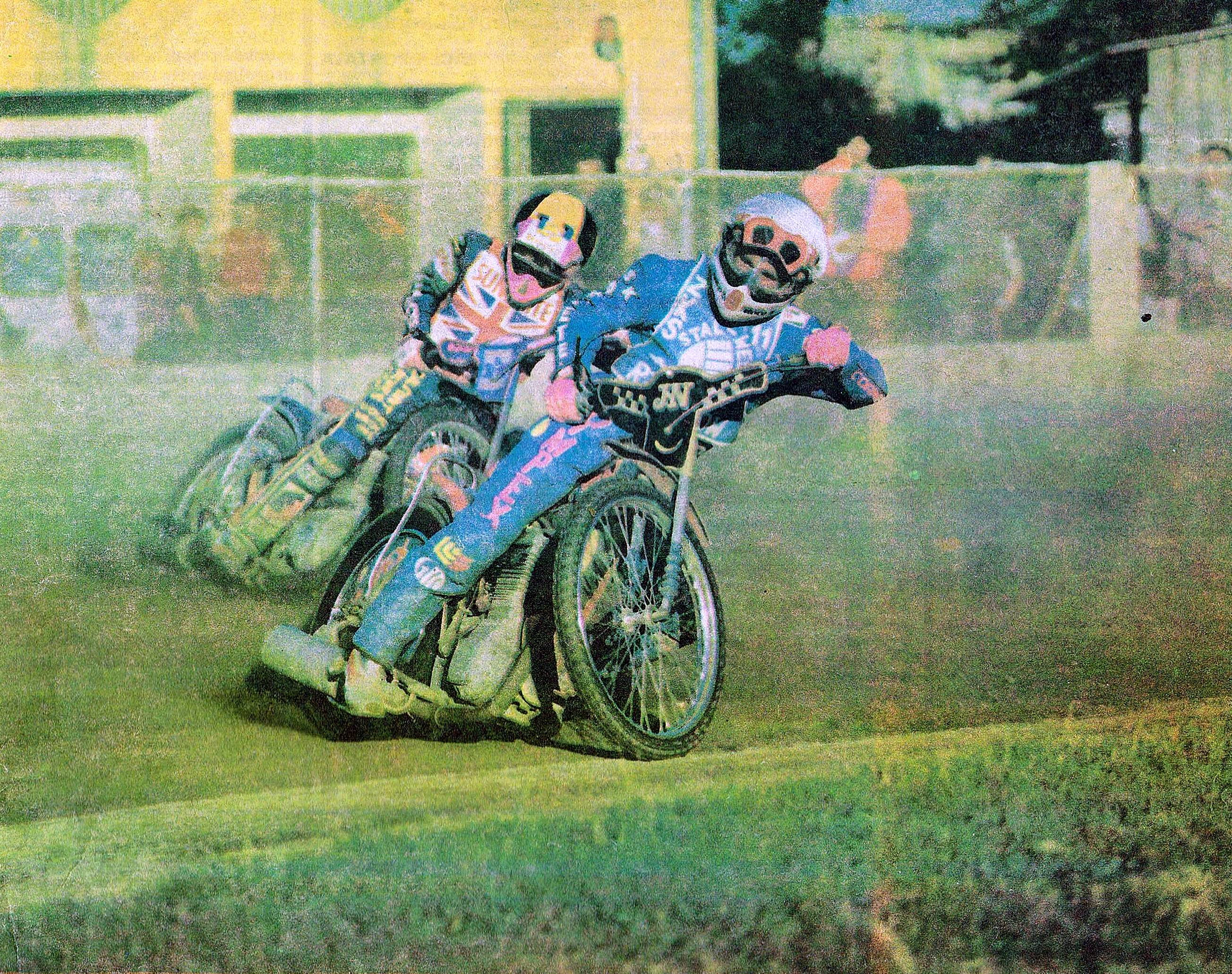
Jan Krzystyniak (biały kask) na Turnieju Sponsorów w Gnieźnie w 1991 roku

Jan Krzystyniak (ur. 14 marca 1958 w Zielonej Górze) – polski żużlowiec i trener sportu żużlowego.

## Kariera sportowa
Licencję żużlową zdobył w 1978 r. idąc śladami swojego brata bliźniaka, Alfreda. Do 1985 r. reprezentował barwy Falubazu Zielona Góra, kolejnymi jego klubami były: Unia Leszno (1986–1988), Stal Rzeszów (1989–1993), Polonia Piła (1994–1997) oraz Iskra Ostrów Wielkopolski (1998). Jest dziesięciokrotnym medalistą Drużynowych Mistrzostw Polski: pięciokrotnie złotym (1981, 1982, 1985, 1987, 1988), srebrnym (1984) oraz czterokrotnie brązowym (1979, 1986, 1996, 1997). W czasie swojej kariery czterokrotnie zdobył tytuły Mistrza Polski Par Klubowych, był również dwukrotnym srebrnym medalistą Indywidualnych Mistrzostw Polski (1988, 1989).
Odniósł szereg sukcesów w krajowych turniejach indywidualnych, m.in.:
- Turniej o Złoty Kask – I m. (1983), II m. (1988), III m. (1993),
- Memoriał Bronisława Idzikowskiego i Marka Czernego – I m. (1983), II m. (1989),
- Łańcuch Herbowy miasta Ostrowa Wielkopolskiego – I m. (1985), II m. (1984),
- Memoriał Alfreda Smoczyka – dwukrotnie I m. (1988, 1989),
- Memoriał Eugeniusza Nazimka – czterokrotnie I m. (1987, 1990, 1992, 1993), dwukrotnie II m. (1988, 1991),
- Kryterium Asów Polskich Lig Żużlowych im. Mieczysława Połukarda – dwukrotnie II m. (1991, 1992).

Dwukrotnie awansował do finałów kontynentalnych Indywidualnych Mistrzostw Świata, w obu przypadkach zajmując XVI miejsca (Lonigo 1987, Norden 1990).
Po zakończeniu kariery żużlowej był trenerem m.in. w Unii Leszno, Włókniarzu Częstochowa i Starcie Gniezno.

## Życie prywatne
Brat bliźniak Alfreda Krzystyniaka, również żużlowca.